# Hatley St George
Hatley St George är en ort i civil parish Hatley, i distriktet South Cambridgeshire, Storbritannien. Den ligger i distriktet South Cambridgeshire i grevskapet Cambridgeshire i riksdelen England, i den sydöstra delen av landet, 70 km norr om huvudstaden London. Hatley St George ligger 80 meter över havet och antalet invånare är 205. Hatley St George var en civil parish fram till 1957 när blev den en del av Hatley. Civil parish hade 67 invånare år 1951. Byn nämndes i Domedagsboken (Domesday Book) år 1086, och kallades då Hatelai.
Terrängen runt Hatley St George är huvudsakligen platt. Hatley St George ligger uppe på en höjd. Runt Hatley St George är det ganska tätbefolkat, med 166 invånare per kvadratkilometer. Närmaste större samhälle är Cambridge, 18,5 km öster om Hatley St George. Trakten runt Hatley St George består till största delen av jordbruksmark.